# الجرائم الجنسية والفاتيكان
الجرائم الجنسية والفاتيكان(بالإنجليزية: Sex crimes and the Vatican)‏هو فيلم وثائقي (39 دقيقة) صدر عام (2006)، صُوره كولم اوجورمان، الذين تعرضت للاغتصاب من قبل قس كاثوليكي في أبرشية فرنس في مقاطعة ويكسفورد في أيرلندا عندما كان عمره 14 سنة.

## جريمة التحريض
صورت للبي بي سي لسلسلة بانوراما ألوثائقية، واتهموا بأن الفاتيكان استخدام وثيقة سرية لاسكات مزاعم الاعتداء الجنسي من قبل الكهنة. وتدعى بالاتينية (باللاتينية: Crimen sollicitationis) وتعني جريمة التحريض أو ألاغواء. وقد استخدمت هذه ألوثائق قسريا ولمدة 20 عاما من قبل الكاردينال جوزف راتسينغر قبل أن يصبح البابا.

كما وجرى نزاع حول اتها م الباب شخصياى وكان هذا الادعاء مصدر جدل بسبب عدد من الأسباب.

## روابط خارجية
- الجرائم الجنسية والفاتيكان على موقع IMDb (الإنجليزية)
- الجرائم الجنسية والفاتيكان على موقع قاعدة بيانات الفيلم (الإنجليزية)
- الجرائم الجنسية والفاتيكان على موقع ليتربوكسد (الإنجليزية)